# Жачек, Павел
Павел Жачек (чеш. Pavel Žáček, род. 18 апреля 1969, Прага) — чешский историк, журналист и государственный деятель. Первый директор Института изучения тоталитарных режимов. Депутат палаты депутатов парламента ЧР IX созыва от партии ODS.

## Биография

### Образование
Имеет степень магистра гуманитарных наук и доктором наук по массовой коммуникации Карлова университета в Праге.

### Карьера
В 1989—1991 годах основал и был главным редактором культурно-политического издания Studentské listy, печатного органа студенческого движения.
В 1993—1997 годах занимал должность председателя секции Бюро по расследованию деятельности государственной службы безопасности и преступлений коммунизма. В 1997—1998 годах возглавлял группу расследования роли чехословацких должностных лиц в Корее и Вьетнаме.
В 1998 году назначен заместителем директора «Бюро по расследованию преступлений коммунизма».
С 1999 по 2006 год работал ведущим исследователем в Институте современной истории, Академии наук Чешской Республики в Праге.
В 1999—2001 годах был советником группы сенаторов, в части подготовки закона об обнародовании документов спецслужб. В 2001—2003 годах — член Совета чешского телевидения в Праге.
В 2005—2006 годах был советником чешского Сената по вопросам внесения изменений в законы, касающиеся создания Национального Института Памяти.
В 2004—2006 годах возглавлял редакционный совет и был главным редактором издания «Память народа» (Pamäť národa) словацкого Национального института памяти.
С 1 августа 2007 года по 7 января 2008 исполнял обязанности директора архива спецслужб. С 1 января 2008 года по 31 марта 2010 — и. о. директора Института изучения тоталитарных режимов, а с 2010 по 2011 — советник директора Института изучения тоталитарных режимов.
С октября 2011 года по август 2013 — директор Бюро Института изучения тоталитарных режимов. С августа 2013 работает в Управлении заместителя министра обороны по кадрам Министерства обороны Чешской Республики.
Участвовал в выборах в Сенат парламента ЧР в 2014, но по итогам второго тура не был избран. В выборах в 2017 году участвовал как независимый кандидат от ODS в Праге и получил мандат депутата.
В 2021 году был избран депутатом на парламентских выборах по списку коалиции «Вместе» от партии ODS. Руководит парламентским комитетом по безопасности, является членом комитета по обороне.

## Награды
- Орден «За заслуги» III степени (23 августа 2024 года, Украина) — за весомый личный вклад в укрепление межгосударственного сотрудничества, поддержку суверенитета и территориальной целостности Украины, популяризацию Украинского государства в мире[2]

## Политические инициативы
Выступил с инициативой установки памятника бойцам Русской освободительной армии в пражском районе Ржепорие.